# Charles-François de Chouppes
Charles-François de Chouppes du Plessis-Bergeret, né en 1770 et mort à Château-Gontier vers fin 1793 ou début 1794, est un chef royaliste de la guerre de Vendée.

## Biographie
Charles-François de Chouppes naît en 1770. Il est domicilié au château du Plessis-Bergeret, à La Ferrière. 
En 1892, l'historien Charles-Louis Chassin confond quelques événement de sa biographie avec celle de son frère, Jean René. Celui-ci est arrêté à Fontenay-le-Comte par lettre de cachet, à la demande de sa famille, pour avoir, semble-t-il, conçu un enfant avec une habitante de la commune du Tablier, nommée Louise Retail. Il est emprisonné au Mont Saint-Michel, d'où il s'évade l'année suivante. Il s'enfuit à Arlingen, près d'Offenbourg, en Allemagne, où il se marie en 1779 avec Marie Anne Elisabeth de Tinguy de Nesmy, alors âgée de 19 ans et veuve de Henri Charles de Salo, marquis de Châteaubriant. Officier au régiment de dragons de Monsieur, il émigre et rejoint l'armée de Condé. Il meurt en 1792 de maladie à Arlesheim, en Suisse.
Resté en France, Charles-François de Chouppes rejoint quant à lui l'insurrection vendéenne. Le 14 mars 1793, avec William Bulkeley, il est à la tête des paysans qui s'emparent de la petite ville de La Roche-sur-Yon,. Bulkeley et de Chouppes établissent ensuite un camp à La Roche-sur-Yon, où 300 hommes, la moitié armée de fusils, sont maintenus en permanence. Ils instaurent également un « Conseil provisoire d'administration et de justice ».
Le 19 mars, Bulkeley et de Chouppes se joignent à Charles de Royrand et participent à la bataille de Pont-Charrault. Le 29 mars, ils rejoignent cette fois l'armée de Jean-Baptiste Joly pour prendre part à l'attaque infructueuse des Sables-d'Olonne.
Le 23 août 1793, les républicains reprennent La Roche-sur-Yon, qui est évacuée par les insurgés. Le 26 août, Jean-Baptiste Joly vient au secours de Bulkeley et de Chouppes pour tenter de reprendre la ville, mais l'attaque est repoussée par la colonne du général Mieszkowski,. Le 29 août, le juge de paix Hillaireau rapporte notamment que, avant de fuir La Roche-sur-Yon, certains insurgés réclament la mise à mort des prisonniers patriotes détenus dans la ville, mais que William Bulkeley et de Chouppes s'y opposent. Le boulanger Joslin témoigne également que le nommé Cossais, charron, « s'était porté avec une hache pour tuer les prisonniers; mais il en fut empêché par les sieurs Chouppes et Bulkeley ».
De Chouppes serait ensuite tombé malade et aurait laissé le commandement de l'entièreté des troupes de La Roche-sur-Yon à Bulkeley.
En octobre, il participe à la virée de Galerne. Il trouve la mort lors de cette expédition, à Château-Gontier, vers fin 1793 ou début 1794, dans des circonstances mal éclaircies (peut-être fusillé). 
En 1794, son château du Plessis Bergeret est presque entièrement détruit par les colonnes infernales.